# راونو بوچیه (بویانوواتس)
راونو بوچیه (به صربی: Ravno Bučje) یک منطقهٔ مسکونی در صربستان است که در بوجانوواچ واقع شده‌است. راونو بوچیه ۳۹۳ نفر جمعیت دارد.